# تامارا ۳۲۶
سیارک ۳۲۶ (به انگلیسی: 326 Tamara) سیصد و بیست و ششمین سیارک کشف شده‌است که در ۱۹ مارس ۱۸۹۲ و در وین کشف شد.
قدر مطلق سیارک برابر ۹٫۳۶ است.